# 硫镉矿
硫镉矿（英語：Greenockite）是一种稀有的含镉硫化物矿物，由结晶形式的硫化镉（CdS）组成。硫镉矿以六方晶系方式结晶。它以大规模结壳和以及半六面金字塔形晶体形成，其颜色从蜂蜜黄到红色至棕色不等。其莫氏硬度为3到3.5，比重为4.8至4.9。
硫镉矿属于纤锌矿族，在高温下与其同构。它也在低温下与闪锌矿同构。它与闪锌矿和方铅矿等其他硫化物矿物一起出现，它是镉的唯一矿石。大多数的镉作为开采铜、锌和铅的副产物回收。它已知的来源地是美国的中央铅锌矿区。
1840年，在为格拉斯哥、佩斯利和格里诺克铁路切割隧道的期间，它在苏格兰的毕晓普顿被首次确认。矿物以土地所有者的名字Lord Greenock (1783-1859)命名。

## 用途
硫镉矿，也称为“镉赭石”，在镉被认为是有毒元素之前被用作黄色颜料。提取的镉有各种工业用途，例如镍镉电池（NiCd）、蓄电池、电镀、高温合金、电镀钢和易腐蚀的其它金属，并用于一些核反应堆的控制棒。